# Saint-Germain-de-Vibrac
Saint-Germain-de-Vibrac är en kommun i departementet Charente-Maritime i regionen Nouvelle-Aquitaine i västra Frankrike. Kommunen ligger  i kantonen Archiac som ligger i arrondissementet Jonzac. År 2022 hade Saint-Germain-de-Vibrac 186 invånare.

## Befolkningsutveckling
Antalet invånare i kommunen Saint-Germain-de-Vibrac
Referens:INSEE